# Annapolis (Washington)
Annapolis az Amerikai Egyesült Államok északnyugati részén, Washington állam Kitsap megyéjében elhelyezkedő önkormányzat nélküli település.